# Сенненское дело
Сенненское дело — первое в Российской империи судебное дело с обвинением евреев в ритуальных убийствах. Стало прообразом для ряда аналогичных дел впоследствии.
Характерно в этом отношении то, что в основание Сенненского дела легли не какие-либо улики против отдельных лиц, а исключительно мнение, что евреям нужна кровь, и то, что в роли обвинителя выступил еврей-выкрест.

## Ход событий
В 1799 году, незадолго до еврейской Пасхи, в Сенненском уезде (ныне Беларусь), вблизи одной еврейской корчмы, в стороне от дороги, был найден труп женщины. Один свидетель заявил, что за два дня он был на том месте и не видел трупа, из чего можно было заключить, что женщина была умерщвлена в другом месте и лишь потом брошена сюда; другой же свидетель показал, что незадолго до того он видел женщину в корчме.
Этого было достаточно, чтобы следственная власть, «имея основанием народный слух, что евреям нужна христианская кровь», обвинила в убийстве четырёх евреев, находившихся в корчме. Это дело должно было быть рассмотрено в магистрате, но, ввиду того, что в белорусских магистратах заседали наряду с христианами и евреи, белорусский губернатор передал дело в уголовный департамент главного белорусского суда. Здесь следственный материал был рассмотрен и пополнен, причём уголовный департамент поручил секретарю Стукову «секретным образом изведать и дойтить: нет ли по народному слуху, засвидетельствованному под присягою многими людьми, в законах еврейских положения, что евреям христианская кровь нужна?». Стуков при содействии крещёного еврея Станислава Костинского раздобыл «две еврейские книги под названием Сульхан-Орух» и ещё одну польскую. Под польской книгой, по мнению Джона Клиера, имеется в виду сочинение францисканца Гаудиенты Пикульского, который, в свою очередь, пересказывал книгу выкреста Яна Серафимовича. Костинский перевёл некоторые места из Шулхан аруха, исказив их, и Стуков передал книги в уголовный департамент, сопроводив соответствующим докладом.
Тем не менее процесс окончился благополучно для подсудимых: в известной Записке о ритуальных убийствах в списке «ритуальных убийств», в которых обвинялись евреи, указано (№ 114) Сенненское дело с отметкой: «по следствию ничего не открылось». Арестованные по этому делу евреи были освобождены.

## Поддержка ритуального навета Гавриилом Державиным
По итогам расследования дело против евреев должно было быть закрыто. Однако в 1799 году в Беларусь приехал поэт и сенатор Гавриил Державин для расследования жалоб шкловских евреев на графа Семёна Зорича, владельца Шклова.
Стуков ознакомил Державина с процессом, и Державин решил воспользоваться им, чтобы выгородить Зорича и повредить евреям. 16 июня 1799 года он послал императору Павлу I записку Стукова и заявил при этом, что содержание записки «обвиняет всех евреев в злобном пролитии по их талмудам христианской крови». При этом он отметил, что поскольку по его мнению «по открытой вражде» один народ не может быть свидетелем против другого, то он отказывается принимать свидетельские показания евреев против Зорича, «доколь еврейский народ не оправдится пред Вашим Императорским Величеством в помянутом ясно показываемом на них общем противу христиан злодействе».
Император отверг предложение Державина и приказал ему исполнить поручение, оставив в стороне сенненский процесс, который должен идти обычным судебным путём. Возможно, что на Павла I повлияла записка, представленная ему шавельским врачом Авраамом Бернгардом. В этой записке под названием «Свет во мраке Самогиции» Бернгард описывал ритуальные обвинения в адрес евреев в Европе и опровержения этих обвинений на основе Торы и Талмуда.
Тем не менее позднее Державин использовал полученную информацию, когда в 1800 году он был послан расследовать причины голода в Беларуси. В свой обширный проект преобразования жизни евреев России Державин внёс следующие строки:

В сих кагалах исполняются, или по крайности теперь только защищаемы бывают те христианские кровопролития, в коих иудеи по разным временам и царствам подозревались, и поныне по архивам замечаются, что видеть можно из приложения под литерой Д; хотя я, с моей стороны, о сих кровопролитиях думаю, что если они и бывали где-либо в древности, то не иначе как токмо по исступлении некоторых из фанатиков, но счел, однако, за нужное не выпустить их из вида.
Приложением под литерой Д. оказалась записка Стукова, дополненная сведением о другом подобном обвинении, возникшем в 1799 году (в «Записке о ритуальных убийствах» оно отмечено под № 113); кроме того, Державин приложил искажённый перевод (вероятно авторства Костинского) некоторых мест из книги Соломона ибн-Верга «Шевед Егуда» (Шебет Иегуда, «Скипетр Иуды», 1553), и всё это было впоследствии помещено в академическом издании сочинений Державина (т. VII, 2-е изд., с примечаниями Якова Грота) без указания, что были совершены искажения.